# Super Dimension Century Orguss
Super Dimension Century Orguss (超時空世紀オーガス Chōjikū Seiki Ōgasu?) är en anime-science fiction-serie. Den ledde till utvecklandet av en OVA-uppföljarserie vid namn Super Dimension Century Orguss 02.

## Handling
Året är 2065. Jordens två supermakter slåss om kontrollen av en rymdhiss.

### Fotnoter
1. ↑  ”Anime: Super Dimension Century Orguss” (på engelska). TV Tropes. http://tvtropes.org/pmwiki/pmwiki.php/Anime/SuperDimensionCenturyOrguss. Läst 30 april 2015.